# Alte Post (Saarbrücken)

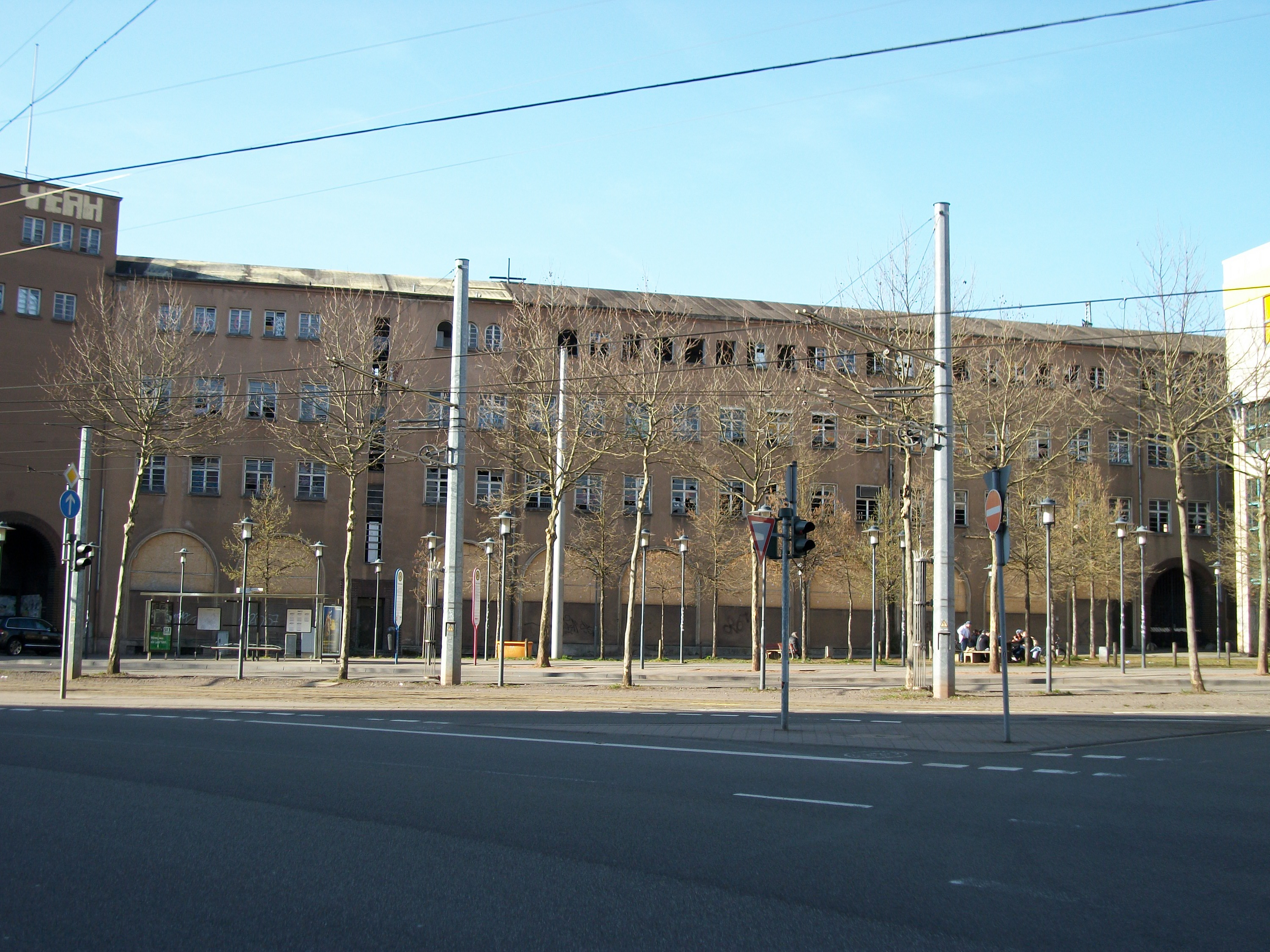
Alte Hauptpost Saarbrücken vor der Sanierung (2011)

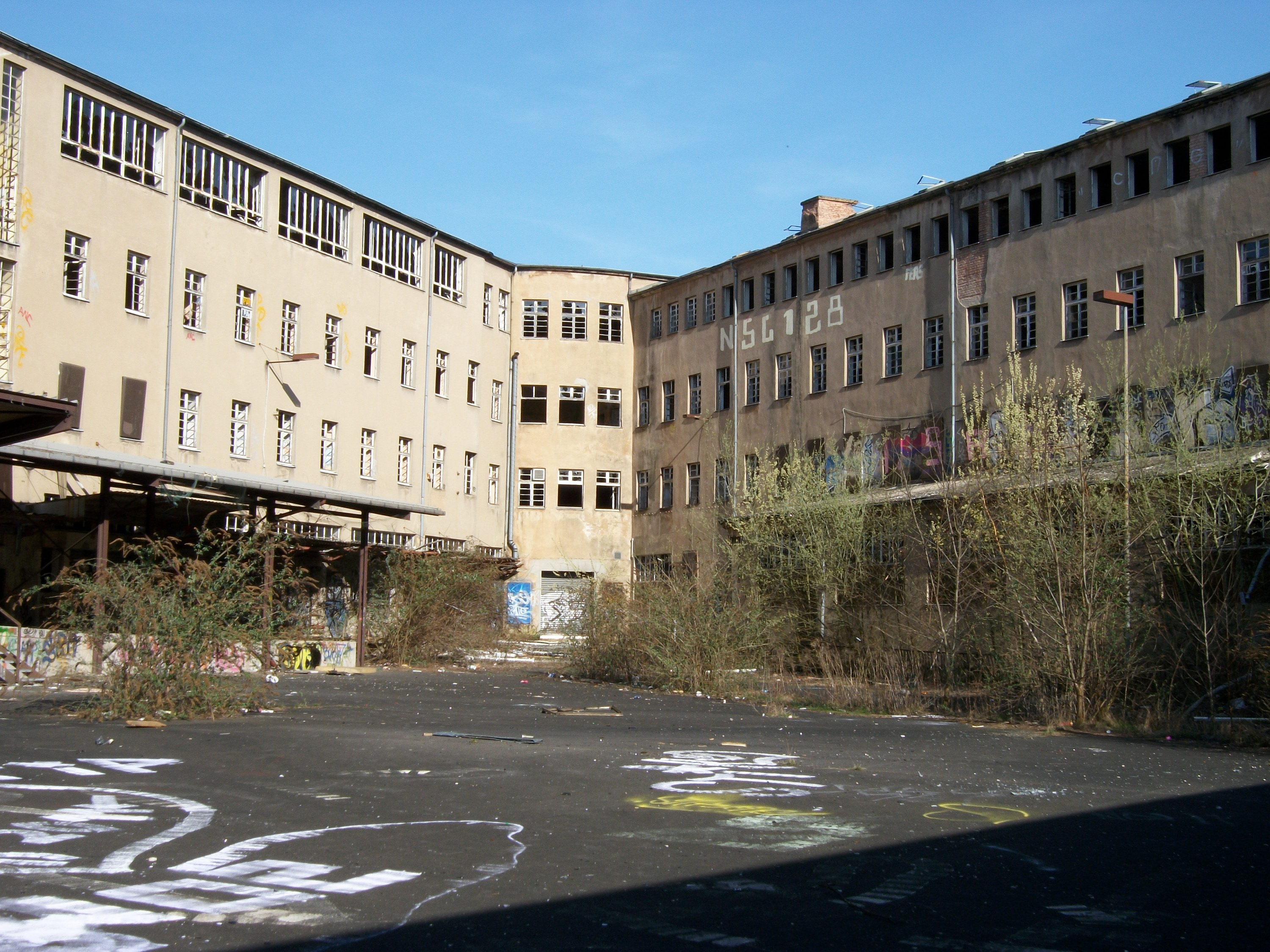
Rückwärtige Ansicht vor der Sanierung (2011)

Die Alte Post (auch: Alte Hauptpost) in Saarbrücken ist das ehemalige Postamt der Landeshauptstadt. Das Gebäude steht als Einzeldenkmal unter Denkmalschutz.

## Geschichte
In der Zeit von 1920 bis 1935 kam Saarbrücken als Teil des Saargebietes unter die Verwaltung des Völkerbundes und damit zur Abtrennung von Deutschland.
Das Gebäude wurde 1928/29 als Dienstgebäude der Oberpostdirektion für das Saargebiet und Hauptpostamt der Stadt Saarbrücken erbaut. Die Entwürfe stammen von dem Architekten Ludwig Nobis (1883–1951) nach einem Grundriss von W. Hausmann. Gleichzeitig entstanden ein Postbahnhof und Postgleise. Im Ergebnis der Saarabstimmung und nach der Rückgliederung des Saargebietes in das Deutsche Reich am 1. März 1935 wurde das Gebäude wieder Sitz der Oberpostdirektion als Reichspostdirektion Saarbrücken (RPD) für die Post- und Fernmeldeverwaltung des Landes zuständig. Durch die Bombenangriffe im Oktober 1944 wurden das Hauptpostamt und andere postalische Einrichtungen zerstört und führte bis April 1945 zum vollständigen Erliegen der Post.
Mit dem Ende des Zweiten Weltkriegs wurde das Saargebiet Teil der französischen Besatzungszone und es wurde wieder eine Oberpostdirektion Saar geschaffen. Mit der Gründung 1947 des teilautonomen Saarlandes verfügte die französische Militärregierung die Angleichung an das französische Postsystem (P.T.T.) durch Umbenennung in Post-, Telegraphen- und Telephon-Verwaltung des Saarlandes (Kurzform POST SAAR auf Fahrzeugen oder SAAR POST auf Briefmarken).
Mit der Volksbefragung 1955 und dem Beitritt des Saarlandes 1957 zur BRD wurde das Saarbrücker Hauptpostamt wieder zur Oberpostdirektion und Eduard Rauch (1900–1985) ihr erster Präsident.
Nach dem Bau eines neuen Postgebäudes auf einem Nachbargrundstück in der Klausenerstraße stand das Gebäude ab Mitte der 1980er Jahre leer und verfiel. 2001 erwarb die Saarbrücker Munitor AG den Flachdachbau und begann 2012 mit der Sanierung für 20 Mio. Euro, um auf 10 000 Quadratmetern Büros zu vermieten. Das Postamt wurde komplett entkernt, die Fassade blieb erhalten. Ab November 2013 sollte das saarländische Bildungsministerium hier für mindestens 5 Jahre auf 8 500 m² einziehen. Aufgrund von baulichen Verzögerungen musste der Einzug jedoch verschoben werden. Der Umzug fand schließlich vom 11. bis 13. April 2014 statt. Im Erdgeschoss befindet sich auf 800 m² ein Restaurant, welches von der Systemgastronomie-Kette L’Osteria betrieben wird, das auch den Platz vor der Post mit Außenbestuhlungen nutzt.

## Architektur
Das spitzwinklig zulaufende u-förmige Gebäude an der Kreuzung Trierer Straße / St. Johanner Straße besteht aus einem Stahlbetonskelett, das mit Backsteinen ausgemauert wurde. Die Bauverzierung aus braun-blauen Eisenklinkern der Birkenfelder Ton- und Ziegelwerke im Obergeschoss und an den Rundbogen im Erdgeschoss und die Fensterbänder unterhalb des Flachdaches sind nicht mehr vorhanden. Die südliche Gebäudeecke ist als turmartiger Vorsprung konzipiert. Mächtige Rundbögen bilden den Eingang zur Vorhalle. Die Bögen setzen sich an der Fassade im kompletten Erdgeschoss als Blendbögen fort in denen große Rundbogenfenster sitzen.

## Philatelistische Würdigung
Die Briefmarken, die das Hauptpostamt Saarbrücken zeigen, erschienen am 1. Oktober 1952 am 12. März 1953 und waren gültig bis zum 30. Juni 1957. Die Dauermarken der Saar-Post erschienen als Teil der Ausgabe Briefmarken-Jahrgang 1952 des Saarlandes (Ansichten aus dem Saarland Mi. Nr. 322 und 326) mit dem Wert von 5 bzw. 12 Saar-Franken. Der Entwurf stammte von den französischen Grafikern Gabriel-Antoine Barlangue (1874–1956) und Geiss. Die Auflage betrug 10.000.000 bzw. 16.221.735 Stück.